# Departamento Estelí
Estelí ist ein Departamento in Nicaragua.
Die Hauptstadt von Estelí ist die gleichnamige Stadt Estelí. Das Departamento hat eine Fläche von 2.335 km² und eine Bevölkerungszahl von rund 220.000 Einwohnern (Berechnung 2006), was einer Bevölkerungsdichte von etwa 94 Einwohnern/km² entspricht.
Das Departamento Estelí ist seinerseits wiederum in sechs Municipios unterteilt:
1. Condega
2. Estelí
3. La Trinidad
4. Pueblo Nuevo
5. San Juan de Limay
6. San Nicolás